# Silver Star (Europa-Park)
Pour les articles homonymes, voir Silver Star.
 (juillet 2022).
La mise en forme du texte ne suit pas les recommandations de Wikipédia : il faut le « wikifier ».
Les points d'amélioration suivants sont les cas les plus fréquents. Le détail des points à revoir est peut-être précisé sur la page de discussion.
- Les titres sont pré-formatés par le logiciel. Ils ne sont ni en capitales, ni en gras.
- Le texte ne doit pas être écrit en capitales (les noms de famille non plus), ni en gras, ni en italique, ni en « petit »…
- Le gras n'est utilisé que pour surligner le titre de l'article dans l'introduction, une seule fois.
- L'italique est rarement utilisé : mots en langue étrangère, titres d'œuvres, noms de bateaux, etc.
- Les citations ne sont pas en italique mais en corps de texte normal. Elles sont entourées par des guillemets français : « et ».
- Les listes à puces sont à éviter, des paragraphes rédigés étant largement préférés. Les tableaux sont à réserver à la présentation de données structurées (résultats, etc.).
- Les appels de note de bas de page (petits chiffres en exposant, introduits par l'outil «  Source ») sont à placer entre la fin de phrase et le point final[comme ça].
- Les liens internes (vers d'autres articles de Wikipédia) sont à choisir avec parcimonie. Créez des liens vers des articles approfondissant le sujet. Les termes génériques sans rapport avec le sujet sont à éviter, ainsi que les répétitions de liens vers un même terme.
- Les liens externes sont à placer uniquement dans une section « Liens externes », à la fin de l'article. Ces liens sont à choisir avec parcimonie suivant les règles définies. Si un lien sert de source à l'article, son insertion dans le texte est à faire par les notes de bas de page.
- La présentation des références doit suivre les conventions bibliographiques. Il est recommandé d'utiliser les modèles {{Ouvrage}}, {{Chapitre}}, {{Article}}, {{Lien web}} et/ou {{Bibliographie}}. Le mode d'édition visuel peut mettre en forme automatiquement les références.
- Insérer une infobox (cadre d'informations à droite) n'est pas obligatoire pour parachever la mise en page.

Pour une aide détaillée, merci de consulter Aide:Wikification.
Si vous pensez que ces points ont été résolus, vous pouvez retirer ce bandeau et améliorer la mise en forme d'un autre article.
Silver Star est un parcours de montagnes russes en métal du parc Europa-Park, situé à Rust en Allemagne. Avec une hauteur de 73 mètres, elles étaient les montagnes russes les plus hautes d'Europe lors de leur ouverture en 2002. Ce record a seulement été battu en 2012 par Shambhala, à PortAventura Park en Espagne, hautes de 76 mètres. Le sponsor officiel de Silver Star est le constructeur automobile Mercedes-Benz (accompagné de Jurassic World pour la saison 2015).

## Description
Silver Star est inauguré le 23 mars 2002. Son investissement revient à près de 12,5 millions d'euros. Sa hauteur maximale est de 73 mètres pour une première chute de 67 mètres, ce qui classe l'attraction parmi les hyper montagnes russes.
Le circuit a une longueur totale de 1 620 mètres. Les trains peuvent atteindre la vitesse de 127 km/h, et certaines accélérations atteignent les 4 g positifs. Une grande partie du parcours est située au-dessus du parking des voitures.
Pendant le parcours, les passagers sont en apesanteur pendant environ 20 secondes.
L'attraction est équipée de 3 trains de 36 places chacun (9 rangées de 4), ce qui lui assure un débit de 1 750 personnes par heure.
À cause des accélérations positives et négatives, les sacs, appareils photos, casquettes, et tous les objets non solidaires du passager sont interdits. Des casiers où les passagers peuvent déposer leurs objets personnels sont mis à la disposition des visiteurs dans la gare d'embarquement. Chaque rangée de casiers est propre à chaque train.
Étant donné que le passager est maintenu par le haut des cuisses et que la lap bar (système de maintien de l'attraction) risque de ne pas se fermer si un visiteur venait à avoir un tour de taille trop important, les personnes à forte corpulence n'ont pas accès à l'attraction sauf à deux places qui leur sont spécifiquement réservées : ce sont les sièges centraux de la cinquième rangée, donc au milieu du train. Ces sièges sont identifiés par du ruban adhésif jaune. Afin d'éviter de faire la queue en vain, un siège de test est disponible à l'entrée de l'attraction.
Il existe une file d'attente spécifique pour la première rangée. Cette file d'attente débite moins de personnes, à raison de 4 personnes par train contre 32 par train dans l'autre file, bien que la dernière rangée soit aussi particulièrement prisée par les utilisateurs.
Un mur antibruit est construit sur la première descente pour atténuer les nuisances sonores de Silver Star.

## Parcours

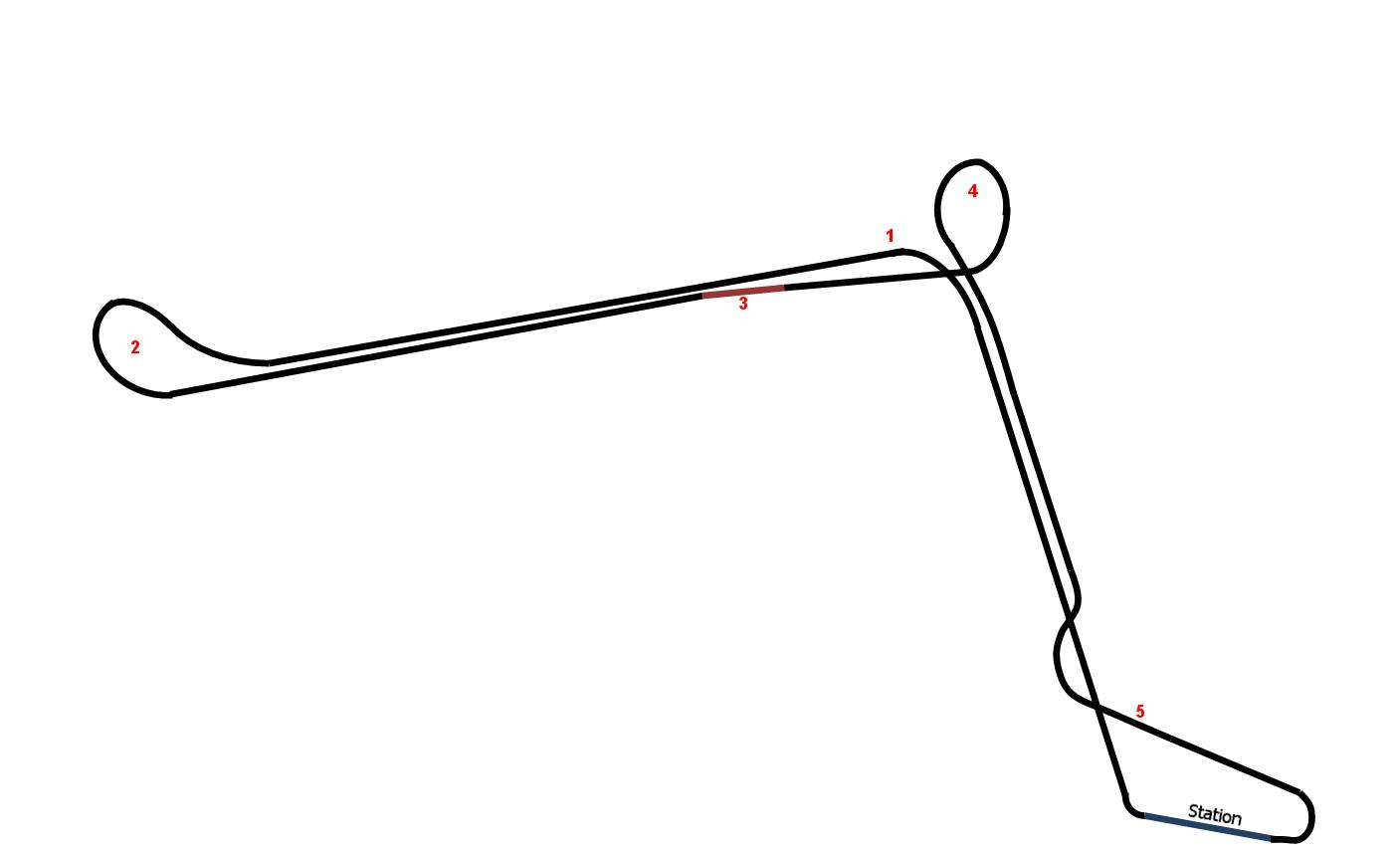
Tracé du Silver Star vue du dessus

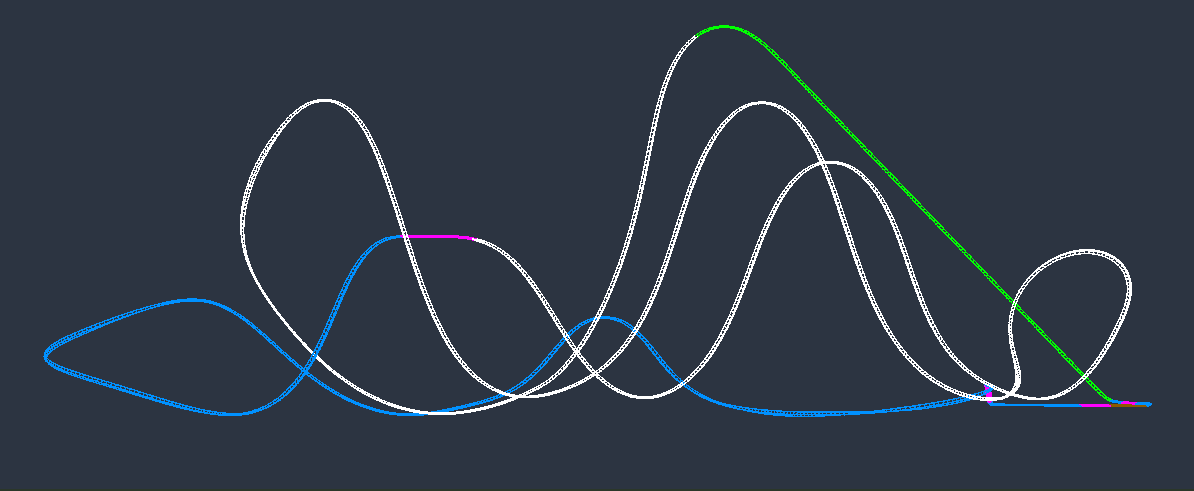
Tracé du Silver Star vue du Nord.

Le parcours de Silver Star commence par une montée de 73 mètres de haut, durant près d'une minute, ce qui permet une montée d'adrénaline. Puis le train entame une chute de 67 mètres, inclinée à 68,5°. Dans le creux, le train atteint la vitesse de 127 km/h.
Ensuite, le train enchaîne deux camelbacks (1) (bosses des montagnes russes), procurant aux passagers des airtimes d'environ -0,8 g, le premier haut de 55 mètres, le second de 50 mètres, puis vient le Hammerhead, ou Horseshoe(2) : la montée s'effectue en S, puis le train fait un demi-tour incliné à 120° vers la gauche avant de replonger vers le sol.   
Un nouveau camelback haut de 39 mètres, puis ce sont les freins de mi-parcours situés à 33 mètres au-dessus du sol. Le train décélère à 36 km/h, replonge en faisant un puissant airtime et enchaîne sur une spirale à 270° en montée vers la gauche(4). La descente suivante est légèrement courbée vers la droite. Un dernier camelback haut de 20 mètres, puis c'est le S-turn : un virage en S sur la droite puis sur la gauche. C'est ensuite la photo, les freins de fin de parcours et le retour au quai(5).
Les quatre premières bosses et le horseshoe sont positionnés au-dessus du parking d'Europa-Park. Ils sont dans l'alignement de la voie d'accès pour les piétons.

## Galerie de photos

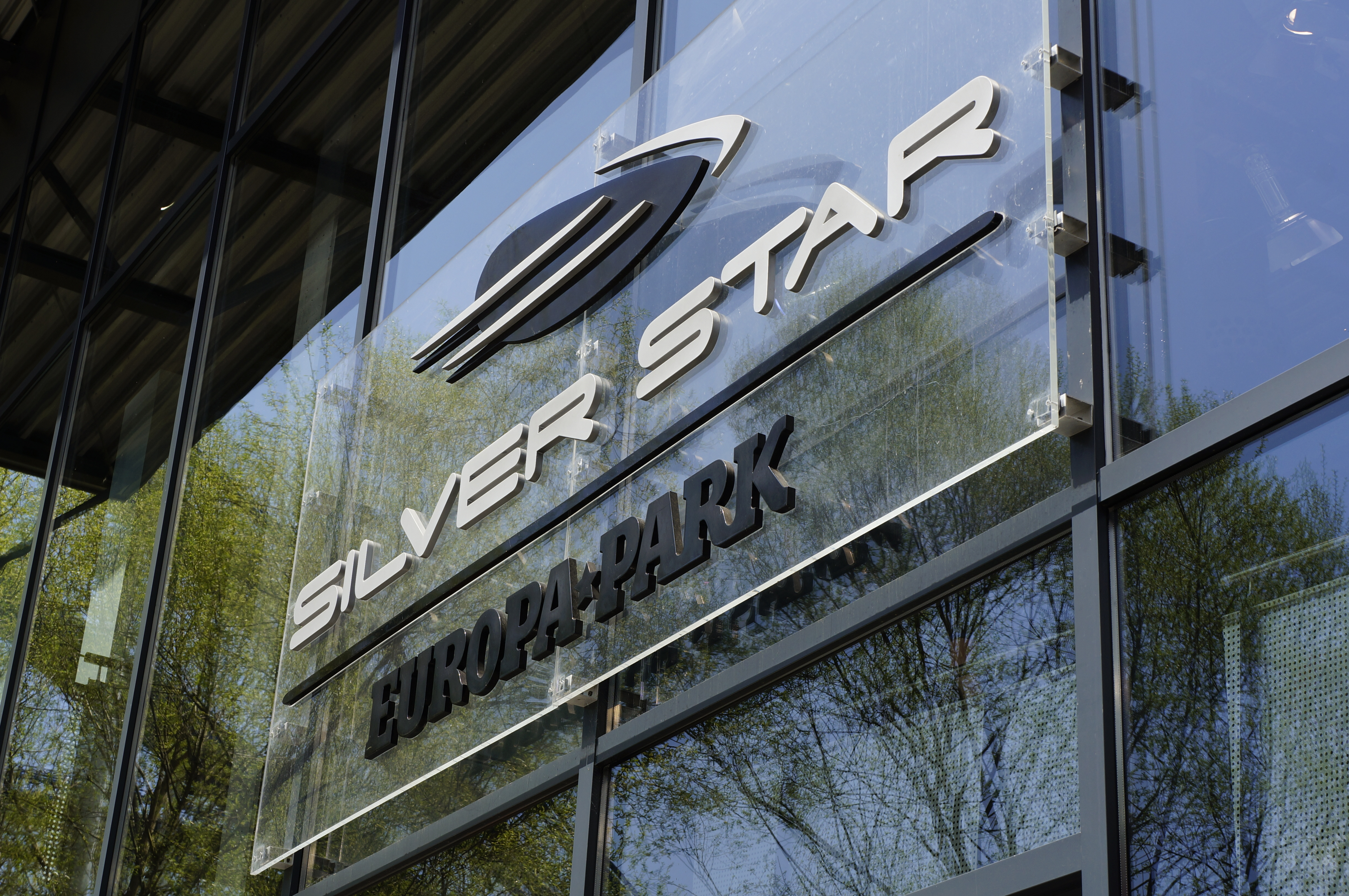
Entrée de l'attraction.
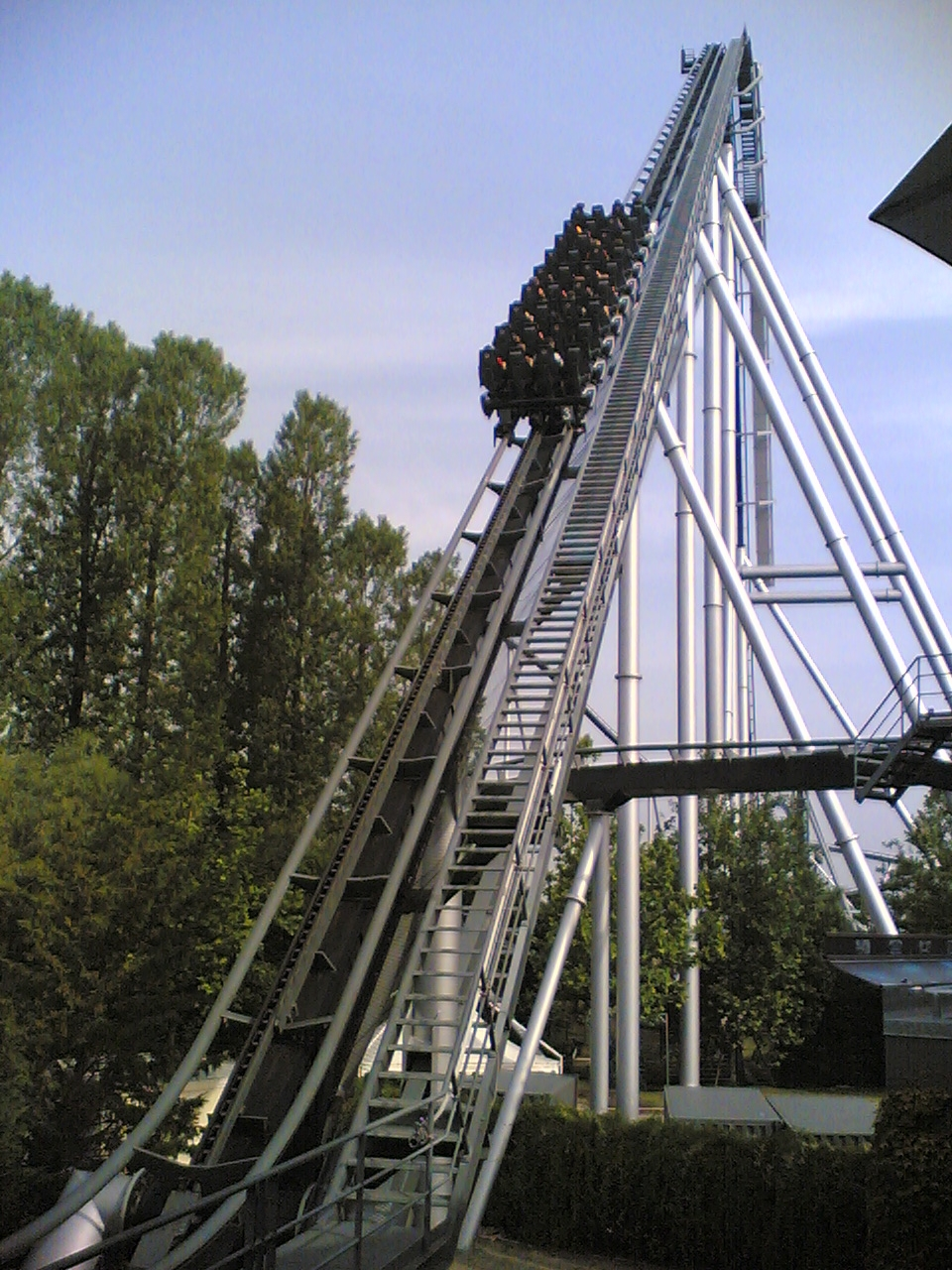
Lifthill au départ.
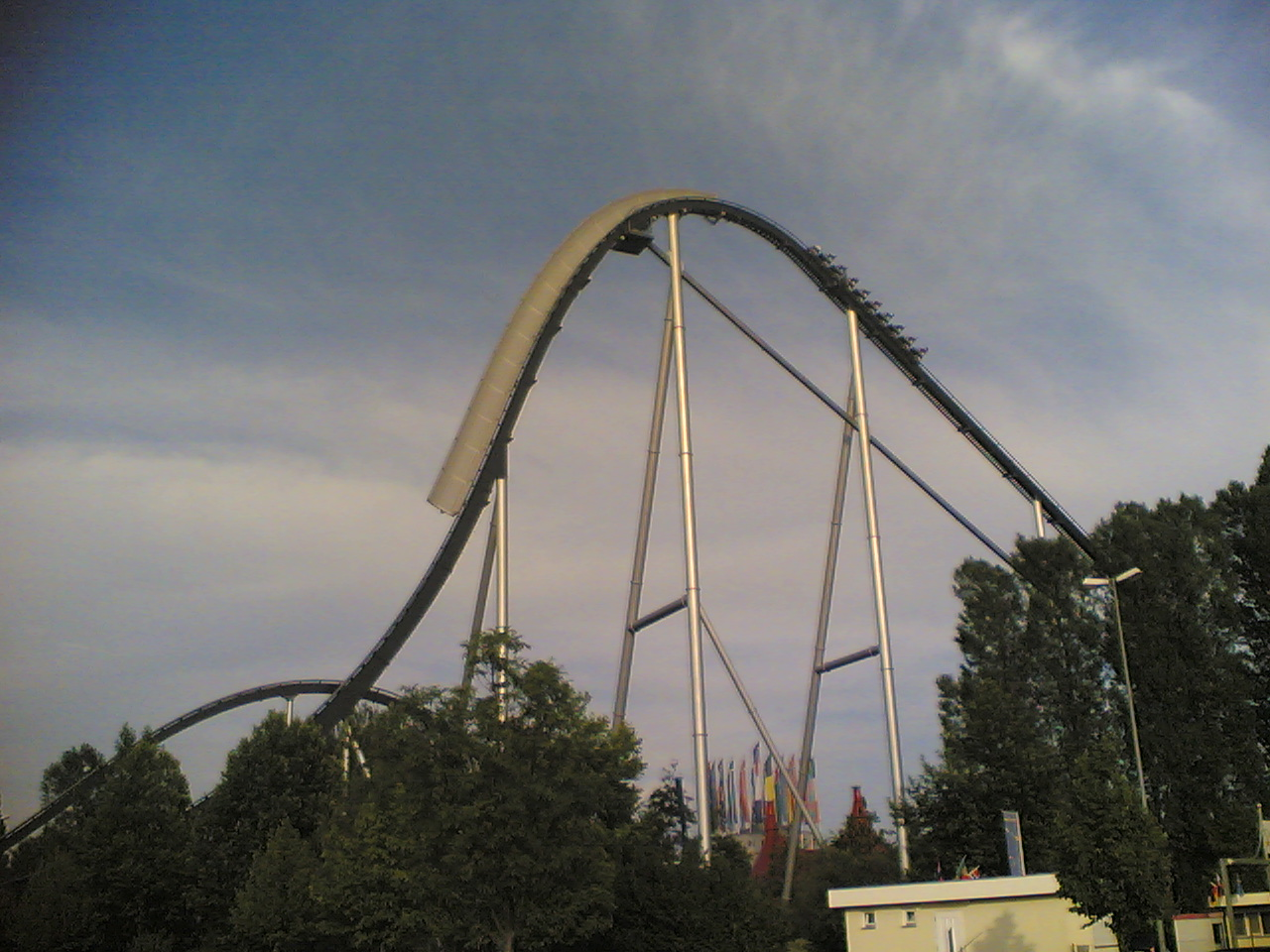
Lifthill d'une autre vue.
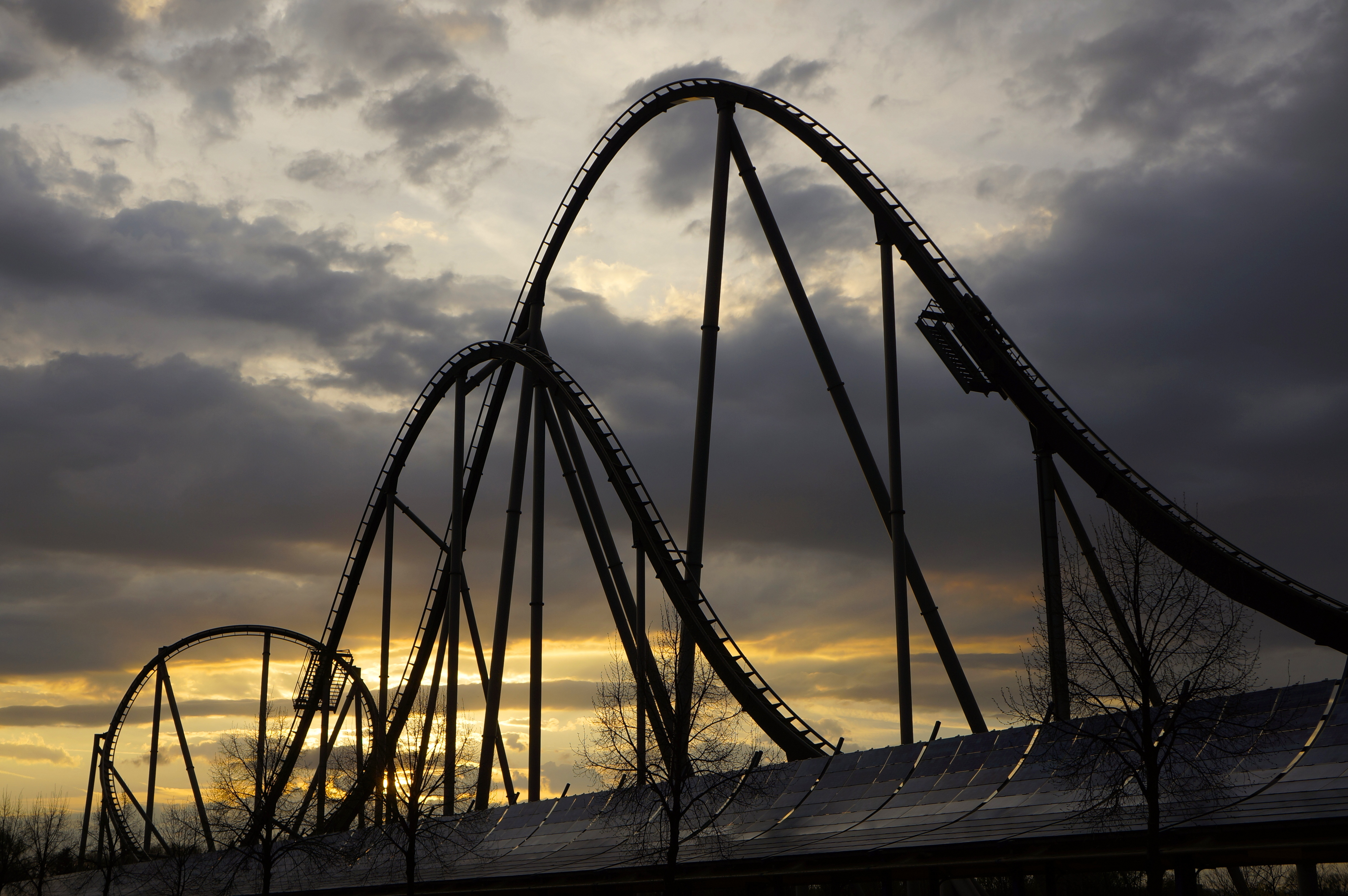
Silver Star le soir.
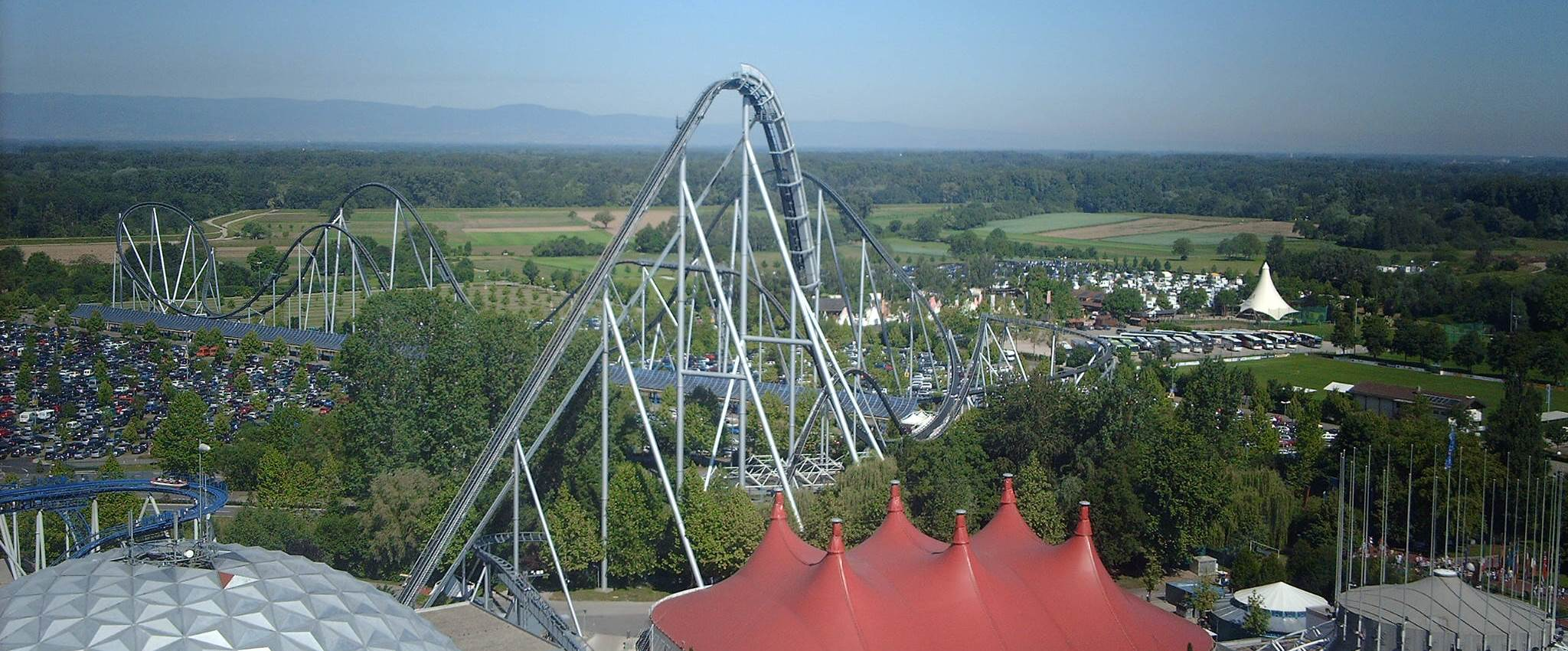
Vue panoramique de l'attraction.